# Snoras
Bank Snoras (VSE: SRS1L) — литовский банк, ликвидированный в 2011 году. Учрежден в 1992 году как Шяуляйский региональный банк, в 1993 году переименован в АО банк «Снорас».
Банк имел филиалы в Латвии и Эстонии. Представительства в Белоруссии, Украине, Чехии, Бельгии.

## Акционеры
- Президент банка Раймондас Баранаускас (лит. Raimondas Baranauskas) — 25,01%
- Владимир Антонов — 67,28%

C 16 ноября 2011 года 100 % акций банка принадлежат Литовскому государству.

## Деятельность
С 1993 по 2008 года банк Snoras стал одним из крупнейших банков Литвы (в 2010 году признан лучшим коммерческим банком страны).
Обладатель самой обширной и современной в стране территориальной сети обслуживания клиентов («Snoras-киоски»), включающей 10 региональных филиалов, свыше 230 территориальных отделений (мини-банков) и более 336 банкоматов)
Банк СНОРАС является членом международной финансовой группы «Конверсбанк», в которую входят 9 банков. За долгие годы реализовывал проекты с крупнейшими компаниями Литвы, напр. Лукойл Балтия.
В 2006 году представлена обновлённая версия логотипа.
В 2007 году председатель Наблюдательного совета банка и основной акционер международной финансовой группы «Конверсбанк» В. Антонов приобрел 67,28 % зарегистрированного акционерного капитала АО банка «Снорас». 
По мнению кредитных менеджеров это благоприятно отразится на финансовом росте и благонадежности банка, повысит активность кредитных средств.
Зарегистрированный уставный капитал АО банка СНОРАС составил 411 922 567 литов. 
Капитализация банка, с учётом текущей рыночной стоимости, превышает 500 млн литов.

### Подразделения
- UAB „SNORO lizingas“ (c 1999)
- UAB „Vilniaus kapitalo vystymo projektai“ (c 2000)
- UAB „SNORAS Asset Management“ (c 2006)
- UAB „SNORO turto valdymas“ (c 2003)
- UAB „SNORO Media Investicijos“ (c 2009)
- UAB „SNORO valda“ (c 2008)
- AB „Finasta Holding“ (c 2005)

Банк Снорас также является крупнейшим акционером банка Latvijas Krājbanka (объявлен банкротом в том же 2011 году)

## Прекращение деятельности
16 ноября 2011 года Банк Литвы прекратил деятельность банка Snoras. Одновременно правительство Литвы приняло решение о национализации банка. Власти обнаружили в Snoras недостачу ценных бумаг на 1,2 млрд литов (около 470 млн долл.).
7 декабря было возбуждено дело о банкротстве банка. При этом дочерний банк «Finasta» и все прочие дочерние предприятия банка не были затронуты. Администратором банкротства Snoras назначен американец Нейл Купер (на оплату услуг администраторов и консультантов выделено почти 80 млн литов).
Президент банка Р. Баранаускас за несколько минут до введения ограничений на деятельность Snoras перевёл на свой зарубежный счёт 1,35 млн евро.
Скандал также вызвала информация лидера соцдемов А. Буткявичюса о том что сын спикера Сейма Ирены Дягутене Гедеминас Дягутис перевёл со счёта свой фирмы «Новотерса» в Снорасе 646 млн литов, оставив там лишь застрахованную и компенсируемую государством сумму в 345,3 млн, буквально в последний день (и даже час) перед закрытием.
Премьер-министр Литвы Андрюс Кубилюс заявил, что бывшие президент банка Р. Баранаускас и главный акционер В. Антонов подозреваются в финансовых преступлениях (при этом две попытки создать парламентскую комиссии для расследования обстоятельств банкротства не привели к успеху — против выступил сам премьер-министр, обвинив инициаторов в «политизации дела», такую же позицию заняла спикер Дегутене). Стремительность принятия решений правительства была беспрецедентной — в считаные часы были разработаны поправки к семи законам, регулирующим банковскую деятельность в стране, их моментально провели через Сейм. Президент Даля Грибаускайте при этом заявила, что «это по сути российский банк».
Генеральная прокуратура Литвы предъявила обоим бывшим акционерам банка подозрения в присвоении имущества Snoras на сумму примерно 1,7 млрд литов. Прокуроры представили европейский ордер на их арест и ограничили подозреваемых в правах собственности относительно имущества стоимостью 805 млн литов.
23 ноября обвиняемых объявили в европейский розыск, и в конце ноября они были задержаны в Лондоне, по выданному Литвой европейскому ордеру на арест. Подозреваются в хищениях имущества в крупных размерах, подделке документов и злоупотреблении служебным положением..
В середине декабря 2011 начались слушания по делу обоих задержанных в суде Вестминстерского магистрата Лондона. Как заявил обвиняемый В. Антонов — «это дело носит политический характер», его адвокат Джеймс Льюис заявил в суде что Снорас был очень успешным банком, а проблемы начались после того, как он приобрёл акции газеты Lietuvos rytas: «Журналисты газеты печатали критические статьи о властях Литвы, вот с этим успешным банком и разделались». Также в число версий включена информация о том что Антонов стал жертвой финансово-политической интриги после того имел намерение спасти от банкротства шведского производителя автомобилей SAAB, чему воспротивилась американская корпорация General Motors (в 2011 году General Motors также воспротивился покупке германской компании Opel российским Сбербанком), также как и подобным попыткам китайцев. Временным администратором банка назначен бывший глава американского детективного агентства «Кролл», которое ранее расследовало деятельность банка, Саймон Фрикли. Примерно через месяц SAAB объявил о банкротстве.
Дело о выдаче Литве проживающих сейчас в Лондоне Р. Баранаускаса и В. Антонова рассматривает лондонский суд. Ожидается, что решение будет принято в сентябре 2013.
Предпринимательское сообщество Литвы в целом крайне негативно встретило такую акцию государства, проводя параллели с ней и советским «раскулачиванием» 1940-х годов. Виктор Успасских, литовский предприниматель и лидер Партии труда, высказывает мнение что при обнаружении сложностей в банке не стоило устраивать шумиху, а стоило Центральному банку Литвы перенять на себя управление финансовыми потоками банка и одновременно обязать его акционеров пополнить ресурсы банка (а такие ресурсы у них имелись, и они могли бы предпочесть найти миллиард из своих источников, чем потерять ещё три да ещё и сесть за это в тюрьму). «Такой процесс мог бы быть намного эффективней и для вкладчиков и для акционеров и для экономики государства».
В конце 2011 года 8 банков Литвы начали выплаты в общей сложности 3,9 млрд литов физическим и юридическим лицам — вкладчикам «Снораса»; в том числе банк SEB — 2,799 млрд (из них 943 млн наличными). Вклады будут возвращаться в течение пяти лет.
Сентябрь 2016 — Литва намерена проигнорировать иск В. Антонова, бывшего главного акционера банка Snoras, в Арбитражный суд Москвы и Министерство юстиции РФ c требованием взыскать с Вильнюса более 500 млн евро за нанесённый имущественный ущерб. Литва намерена воспользоваться иммунитетом государства, который гарантирует международное право.
В октябре 2017 года Сейм Литвы принял поправки к Уголовно-процессуальному кодексу, которые позволят привлекать к ответственности финансовых преступников, скрывающихся за границей (досудебное расследование теперь можно проводить заочно в тех случаях, когда подозреваемый наносит большой ущерб и скрывается в зарубежном государстве, злостно избегает участия в уголовном процессе в иностранном государстве, в котором находится, не сотрудничает с Литовским государством).